# Liga Nacional de Fútbol Femenino de Venezuela 2019
La temporada 2019 de la Liga Nacional Femenino de Venezuela fue la 16.ª edición del Campeonato Venezolano de Fútbol Femenino amateur desde su creación en el 2004. El torneo lo organiza la Federación Venezolana de Fútbol.

## Modalidad
El campeonato originalmente se dividía en dos torneos: Apertura y Clausura. A su vez, cada torneo tiene dos fases: en la primera fase, los clubes se dividen en seis grupos, integrados por cinco, seis y siete equipos respectivamente. Luego de jugar todos contra todos, los dos primeros de cada grupo clasificarán a la segunda etapa, de tipo eliminatorio. Juegan así tres rondas eliminatorias hasta decidir la final.
Las campeonas de la temporada se decide en una final que enfrenta al campeón del Apertura y el Clausura, excepto que un mismo equipo se corone en ambos torneo, la cual implicaría el campeonato automático.

## Datos de Equipos
| Club                   | Ciudad         | Entrenador | Estadio                          |
| ---------------------- | -------------- | ---------- | -------------------------------- |
| Dynamo Puerto          | Puerto La Cruz |            | Estadio Francisco Massiani       |
| Metropolitanos FC      | Caracas        |            |                                  |
| Estudiantes de Caracas | Caracas        |            | Cancha Universidad Metropolitana |
| Cervantes              | El Tigre       |            |                                  |
| Yaracuyanos FC         | San Felipe     |            | Comp. Dep. La Fábrica            |
| Portuguesa FC          | Araure         |            |                                  |
| Petroleros del Zulia   | Maracaibo      |            |                                  |
| UCV FC                 | Caracas        |            | Olímpico de la UCV               |
| Estudiantes de Guárico | Calabozo       |            | Alfredo Simonpietri              |
| Atlético SC            | Guarenas       |            | Oropeza Castillo                 |
| Macarao FC             | Caracas        |            | La Gran Parada                   |
| Casa Portuguesa        | Maracay        |            | Casa Portuguesa                  |
| Deportivo Petare       | Caracas        |            | Comp. Dep. Fray Luis de León     |
| Raúl Leoni FC          | S.F. de Apure  |            | Polideportivo San Fernando       |
| HG Valencia            | Valencia       |            |                                  |
| GV Maracay             | Maracay        |            |                                  |

## Apertura 2019
Resultados oficiales de la Liga Nacional de Fútbol Femenino de Venezuela 2019. 11 de mayo al 28 de julio

### Grupo A
|   | Equipo                 | JJ | JG | JE | JP | GF | GC | DG | PTS |
| - | ---------------------- | -- | -- | -- | -- | -- | -- | -- | --- |
| 1 | Dynamo Puerto          | 6  | 4  | 1  | 1  |    |    | 11 | 13  |
| 2 | Cervantes              | 6  | 2  | 3  | 1  |    |    | 1  | 9   |
| 3 | Estudiantes de Caracas | 6  | 2  | 1  | 3  |    |    | -3 | 7   |
| 4 | Metropolitanos FC      | 6  | 0  | 3  | 3  |    |    | -9 | 3   |

| Apertura 2019          | DYN | MET | EST | CER |
| Dynamo Puerto          | X   | -   | -   | -   |
| Metropolitanos FC      | -   | X   | -   | -   |
| Estudiantes de Caracas | -   | -   | X   | -   |
| Cervantes              | -   | -   | -   | X   |

### Grupo B
|   | Equipo               | JJ | JG | JE | JP | GF | GC | DG | PTS |
| - | -------------------- | -- | -- | -- | -- | -- | -- | -- | --- |
| 1 | Yaracuyanos FC       | 4  | 3  | 1  | 0  |    |    | 10 | 10  |
| 2 | Portuguesa FC        | 4  | 1  | 1  | 2  |    |    | -2 | 4   |
| 3 | Petroleros del Zulia | 4  | 0  | 2  | 2  |    |    | -8 | 2   |

| Apertura 2019        | YAR | POR | PZU |
| Yaracuyanos FC       | X   | -   | -   |
| Portuguesa FC        | -   | X   | -   |
| Petroleros del Zulia | -   | -   | X   |

### Grupo C
|   | Equipo                  | JJ | JG | JE | JP | GF | GC | DG  | PTS |
| - | ----------------------- | -- | -- | -- | -- | -- | -- | --- | --- |
| 1 | Deportivo Petare        | 6  | 6  | 0  | 0  |    |    | 16  | 18  |
| 2 | Estudiantes del Guárico | 6  | 3  | 0  | 3  |    |    | 3   | 9   |
| 3 | Raúl Leoni              | 6  | 2  | 0  | 4  |    |    | -1  | 6   |
| 4 | Macarao FC              | 6  | 0  | 0  | 6  |    |    | -18 | -3  |

| Apertura 2019           | EGU | RLE | PET | MAC |
| Estudiantes del Guárico | X   | -   | -   | -   |
| Raúl Leoni              | -   | X   | -   | -   |
| Deportivo Petare        | -   | -   | X   | -   |
| Macarao FC              | -   | -   | -   | X   |

### Grupo D
|   | Equipo          | JJ | JG | JE | JP | GF | GC | DG  | PTS |
| - | --------------- | -- | -- | -- | -- | -- | -- | --- | --- |
| 1 | Atlético SC     | 8  | 6  | 1  | 1  |    |    | 19  | 16  |
| 2 | Casa Portuguesa |    |    |    |    |    |    |     |     |
| 3 | HG Valencia     |    |    |    |    |    |    |     |     |
| 4 | UCV FC          | 8  | 2  | 0  | 6  |    |    | -10 | 6   |
| 5 | GV Maracay      | 8  | 1  | 0  | 7  |    |    | -36 | 3   |

| Apertura 2019   | HGV | CPO | MAR | ASC | UCV |
| HG Valencia     | X   | -   | -   | -   |     |
| Casa Portuguesa | -   | X   | -   | -   |     |
| GV Maracay      | -   | -   | X   |     |     |
| Atlético SC     |     |     |     | X   |     |
| UCV FC          | -   | -   | -   |     | X   |

1. 1 2  Se le descontaron 3 puntos

### Cuarto de Final
| 14 de julio | Yaracuyanos | 13:1 | Estudiantes de Guárico | La Fábrica, San Felipe |             |
|             | Gabriela Colmenárez · Francelys Véliz · Milennys Medina · Wilmary Alvarado · Clarinés Alcina · Milagros Mendoza · Paola Puertas · María Colina · |      | Oreana Ríos            | Árbitro(s):            | Árbitro(s): |

Clasificado: 
| 14 de julio | Dynamo Puerto                                                   | 4:1 | Casa Portuguesa     | Francisco Massiani, Puerto La Cruz |             |
|             | Andreína Barrios · Lucía Mejía · Paola Marcano · Ludimar Guzmán |     | Yamilet Castellanos | Árbitro(s):                        | Árbitro(s): |

Clasificado: 
| 14 de julio | Deportivo Petare             | 3:1 | Hermandad Gallega de Valencia | CD Fray Luis de León, Caracas |             |
|             | Isabella Tabja · Iraia Arrúe |     | Elieneth Navas                | Árbitro(s):                   | Árbitro(s): |

Clasificado: 
| 14 de julio | Atlético SC      | 1:2 | CCE Cervantes                     | Camila Capote, Guarenas |             |
|             | Marilin González |     | Andrea Maita · Leily Rivas (a.g.) | Árbitro(s):             | Árbitro(s): |

### Semifinal
| 21 de julio | Yaracuyanos                        | 2:0 | Dyamo Puerto | La Fábrica, San Felipe |             |
|             | Milagros Mendoza · Milennys Medina |     |              | Árbitro(s):            | Árbitro(s): |

Clasificado: 
| 21 de julio | Deportivo Petare                                                           | 4:0 | Cervantes | CD Fray Luis de León, Caracas |             |
|             | Oriana García · Isabella Tabja · Valentina Virgüez · Bianca Revenga (pen.) |     |           | Árbitro(s):                   | Árbitro(s): |

Clasificado:

### Final
| 28 de julio de 2019, 11:00 | Yaracuyanos | 0:0 (5:6 p.) | Deportivo Petare | CD Fray Luis de León, Caracas |  |
|                            |             |              |                  | Árbitro(s):                   |  |

| Campeón          |
| Deportivo Petare |

## Clausura 2019
Resultados oficiales de la Liga Nacional de Fútbol Femenino de Venezuela 2019. de 24 de agosto al 17 de noviembre

### Grupo A
|   | Equipo                 | JJ | JG | JE | JP | GF | GC | DG  | PTS |
| - | ---------------------- | -- | -- | -- | -- | -- | -- | --- | --- |
| 1 | Dynamo Puerto          | 6  | 3  | 3  | 0  |    |    | 9   | 12  |
| 2 | Metropolitanos         | 6  | 3  | 2  | 1  |    |    | 3   | 11  |
| 3 | Estudiantes de Caracas | 6  | 2  | 2  | 2  |    |    | 1   | 8   |
| 4 | CCE Cervantes          | 6  | 0  | 1  | 5  |    |    | -13 | -2  |

| Clausura 2019          | CER | MET | DYN | EST |
| CCE Cervantes          | X   |     |     |     |
| Metropolitanos         |     | X   |     |     |
| Dynamo Puerto          |     |     | X   |     |
| Estudiantes de Caracas |     |     |     | X   |

### Grupo B
|   | Equipo               | JJ | JG | JE | JP | GF | GC | DG  | PTS |
| - | -------------------- | -- | -- | -- | -- | -- | -- | --- | --- |
| 1 | Yaracuyanos          | 4  | 4  | 0  | 0  |    |    | 15  | 12  |
| 2 | Petroleros del Zulia | 4  | 1  | 0  | 3  |    |    | -3  | 3   |
| 3 | Portuguesa           | 4  | 1  | 0  | 3  |    |    | -13 | 3   |

| Clausura 2019        | YAR | POR | PDZ |
| Yaracuyanos          | X   |     |     |
| Portuguesa           |     | X   |     |
| Petroleros del Zulia |     |     | X   |

### Grupo C
|   | Equipo                 | JJ | JG | JE | JP | GF | GC | DG  | PTS |
| - | ---------------------- | -- | -- | -- | -- | -- | -- | --- | --- |
| 1 | Petare                 | 6  | 6  | 0  | 0  |    |    | 18  | 18  |
| 2 | Estudiantes de Guárico | 6  | 4  | 0  | 2  |    |    | 8   | 12  |
| 3 | Raúl Leoni             | 6  | 1  | 0  | 5  |    |    | -9  | 3   |
| 4 | Macarao                | 6  | 1  | 0  | 5  |    |    | -17 | 0   |

| Clausura 2019          | PET | EDG | MAC | RLE |
| Petare                 | X   |     |     |     |
| Estudiantes de Guárico |     | X   |     |     |
| Macarao                |     |     | X   |     |
| Raúl Leoni             |     |     |     | X   |

### Grupo D
|   | Equipo                        | JJ | JG | JE | JP | GF | GC | DG  | PTS |
| - | ----------------------------- | -- | -- | -- | -- | -- | -- | --- | --- |
| 1 | Casa Portuguesa               | 8  | 6  | 2  | 0  |    |    | 18  | 20  |
| 2 | Hermandad Gallega de Valencia | 8  | 6  | 0  | 2  |    |    | 20  | 18  |
| 3 | Atlético SC                   | 8  | 4  | 1  | 3  |    |    | 10  | 13  |
| 4 | UCV                           | 8  | 2  | 1  | 5  |    |    | -4  | 7   |
| 5 | Gran Valencia Maracay         | 8  | 0  | 0  | 8  |    |    | -44 | 0   |

| Clausura 2019                 | CPO | HGV | ASC | UCV | GVM |
| Casa Portuguesa               | X   |     |     |     |     |
| Hermandad Gallega de Valencia |     | X   |     |     |     |
| Atlético SC                   |     |     | X   |     |     |
| UCV                           |     |     |     | X   |     |
| Gran Valencia Maracay         |     |     |     |     | X   |

1. 1 2  Se le descontaron 3 puntos

### Cuarto de Final
| 3 de noviembre | Dynamo Puerto                   | 2:0     | Atlético SC | Francisco Massiani, Anzoátegui |  |
|                | Luisanny Núñez · Marbelys Pérez | Reporte |             |                                |  |

Clasificado: 
| 3 de noviembre | Yaracuyanos | w/o | Estudiantes de Guárico | La Fábrica, San Felipe |  |

Clasificado: 
| 3 de noviembre | Deportivo Petare                                                      | 5:1     | Hermandad Gallega de Valencia | Fray Luis de León, Caracas |  |
|                | Mariannys Rodríguez · Valentina Virgüez · Bárbara Russo · Iraia Arrúe | Reporte | Alexandra Ledezma             |                            |  |

Clasificado: 
| 3 de noviembre | Casa Portuguesa                   | 2:2 (4:3 p.)               | Metropolitanos                    | Club Casa Portuguesa, Aragua |  |
|                | Karla Romero                      | Reporte                    | Tabatha Segnini · Darlimar Ortuño |                              |  |
|                |                                   | Tiros desde el punto penal |                                   |                              |  |
|                | Acierto de penal · Fallo de penal |                            | Acierto de penal · Fallo de penal |                              |  |

Clasificado:

### Semifinal
| 10 de noviembre | Yaracuyanos        | 1:1 (0:0) (4:5 p.) | Dynamo             | La Fábrica, San Felipe |             |
|                 | Yule Gutiérrez 68' | Reporte            | Ludimar Guzmán 79' | Árbitro(s):            | Árbitro(s): |

Clasificado: 
| 10 de noviembre | Deportivo Petare                                                 | 3:1 (0:1) | Casa Portuguesa           | Fray Luis de León, Caracas |             |
|                 | Isabella Tabja 50' · Nohemy Guzmán 75' · Mariannys Rodríguez 90' | Reporte   | Diana González 27' (a.g.) | Árbitro(s):                | Árbitro(s): |

Clasificado:

### Final
| 17 de noviembre de 2019, 10:00 | Dynamo Puerto FC | 0:2 (0:0) | Deportivo Petare FC                             | CNAR Femenino, San Felipe |  |
|                                |                  |           | Ana Paula Fraíz 51' · Diana González 85' (pen.) |                           |  |

| Campeón          |
| Deportivo Petare |

## Final Absoluta 2019
Campeón por ganar el torneo apertura y clausura
| Clasifica                                                             |
| Bandera de la Ciudad de Caracas                                       |
| Deportivo Petare Clasifica a Superliga Femenina de Fútbol (Venezuela) |